# جنيفر ورث
جنيفر ورث (بالإنجليزية: Jennifer Worth)‏ هي عازفة بيانو وقابلة وكاتِبة ومغنية وممرضة بريطانية، ولدت في 25 سبتمبر 1935 في كلاكتون أون سي ‏ في المملكة المتحدة، وتوفيت في 31 مايو 2011 بسبب سرطان المريء.

## السيرة الشخصية
ولدت جينيفر لويز لي في كلاكتون أون سي ‏ بإسيكس، في 25 سبتمبر 1935، والديها هما جوردون وإلسي (ني جيبس) لي. نشأت ورث في أميرشام، باكينجهامشير. كان لديها أخت صغيرة، كريستين، وأختان من الأب. بعد أن تركت المدرسة في سن 15 تعلمت الاختزال والطباعة  وأصبحت سكرتيرة لرئيس مدرسة دكتور تشالونر للنحو. ثم تدربت كممرضة في مستشفى رويال بيركشاير، ريدينغ، وانتقلت إلى لندن لتلقي التدريب لتصبح قابلة.
عُينت «جيني» لي ممرضة في مستشفى لندن في وايت تشابل في الخمسينيات من القرن الماضي. عملت مع راهبات القديس يوحنا الإلهي، وهي جماعة أنجليكانية من الراهبات، لمساعدة الفقراء. كانت آنذاك شقيقة عنبر في مستشفى إليزابيث جاريت أندرسون في بلومزبري. تركت القبالة للعمل في الرعاية التلطيفية في دار ماري كوري في هامبستيد.
تزوجت من الفنان فيليب ورث عام 1963 وأنجبا منها ابنتان. تركت ورث التمريض في عام 1973 لمتابعة اهتماماتها الموسيقية. في عام 1974، عُينت بإجازة في كلية لندن للموسيقى، حيث قامت بتدريس العزف على البيانو والغناء. حصلت على الزمالة في عام 1984. غنت كعازفة فردية ومع جوقات في جميع أنحاء المملكة المتحدة وأوروبا.
إلى جانب حياتها المهنية في التمريض وكتابتها، قامت ورث بتدريس البيانو في الغرفة الأمامية لمنزل عائلتها الكبير، المعروف باسم البيت الأبيض على طريق سانت جون في بوكسمور، هيميل هيمبستيد. أقامت حفلات موسيقية منتظمة لجميع تلاميذها على البيانو كهدف للعمل من أجلها، حيث كان التلاميذ يؤدون حشدًا من التلاميذ الآخرين وأولياء أمورهم. تجربة مؤلمة لبعض الأطفال الذين يؤدون، لكنهم يعطيون إيقاعًا وأهدافًا في تعليمها للموسيقى.
كما دعمت تلاميذها من خلال الدرجات الموسيقية. كانت تشرب الشاي بشراسة خلال كل درس من دروس العزف على البيانو، وكان من الممكن دائمًا سماعها وهي تغني في طريقها من المطبخ إلى الصالون الأمامي الكبير بصينية أقداح الشاي والأكواب. كان كوب بلوثنر صغيرة من خشب الورد الداكن من لايبزيغ، وتستخدم البيانو الكبير من قبل نفسها وبناتها وتلاميذها. كانت دروسها في العزف على البيانو كلاسيكية وقدمت لتلاميذها نظرية موسيقية سليمة. بدت لتلاميذها كلاسيكية للغاية ورسمية إلى حد ما، لكنها كانت امرأة موهوبة للغاية تضفي حبًا للغناء والموسيقى.
كانت جيني ورث أيضًا بستانية متحمسة وبارعة، بأصابعها الخضراء، تميل إلى أراضي «البيت الأبيض» الفخمة وتخصص الخضروات في Chaulden Allotments على بعد 400 متر من منزلها.
بعد عدة سنوات، بدأت في الكتابة، ونُشر أول مجلد لها من المذكرات، اتصل بالقابلة، في عام 2002. أصبح الكتاب أكثر الكتب مبيعًا عندما أعيد إصداره في عام 2007. Shadows of the Workhouse (2005 ؛ أعيد إصداره عام 2008) وداعًا لـ كما أصبح إيست إند (2009) من أكثر الكتب مبيعًا. باعت الثلاثية ما يقرب من مليون نسخة في المملكة المتحدة وحدها. في المجلد الرابع من المذكرات، In the Midst of Life ، الذي نُشر في عام 2010، تعكس ورث تجاربها اللاحقة في رعاية المرضى الميؤوس من شفائهم.

### النشاط
كان ورث ينتقد بشدة فيلم مايك لي لعام 2004 فيرا دريك، لتصويره عواقب عمليات الإجهاض غير القانونية بشكل غير واقعي. جادلت بأن الطريقة المعروضة في الفيلم، بعيدًا عن كونها سريعة وغير مؤلمة إلى حد ما، كانت في الواقع قاتلة دائمًا للمرأة. نتيجة للضرر الذي لحق بهذه الإجراءات غير القانونية، وافقت على تقنين الإجهاض في المملكة المتحدة، قائلة إن هذه مسألة طبية وليست أخلاقية. 

#### موتها
توفيت ورث في 31 مايو 2011، بعد أن تم تشخيص إصابتها بسرطان المريء في وقت سابق من هذا العام. كانت شديدة التدين، وكان لديها التزام تجاه الله. تم تخصيص الحلقة الأولى من المسلسل التلفزيوني Call the Midwife ، بناءً على تجربتها في بوبلار، لندن، في أواخر الخمسينيات من القرن الماضي، لها.

## وصلات خارجية
- جنيفر ورث على موقع IMDb (الإنجليزية)
- جنيفر ورث على موقع ميوزك برينز (الإنجليزية)
- جنيفر ورث على موقع ديسكوغز (الإنجليزية)